# DALL-E
DALL-E je inteligentni sistem, ki iz besedila ustvari digitalno sliko. Njegov avtor je podjetje OpenAI. Od septembra 2022 je DALL-E prosto dostopen in je že vključen tudi v aplikacije drugih avtorjev. Obravnavani inteligentni sistem temelji na GPT.

### Zmogljivost
DALL-E ustvaja slike različnih slogov od fotorealističnih, skic, diagramov, do risb. Lahko posnema stile znamenitih slikarjev. Opis želene slike se podaja v naravni angleščini.